# خانه دراکولا
خانه دراکولا (انگلیسی: House of Dracula) فیلمی در ژانر ترسناک به کارگردانی ارله سی کنتون است که در سال ۱۹۴۵ منتشر شد. از بازیگران آن می‌توان به لان چینی جونیور، جان کارادین، لیونل اتویل، گلن استرینج، و بوریس کارلوف اشاره کرد.